# D'eux Tour
Il D'eux Tour 1995 è la settima Tournée della cantante pop canadese Céline Dion, per il lancio dell'album D'eux.

## Informazioni sul tour
Dopo cinque concerti al Capitole di Québec (Canada), Céline Dion si esibì per quattro mesi in Europa.
Tenne concerti in 10 Paesi e 21 città. La cantante canadese si esibì in arene da 6.000 a 16.000 spettatori. 42 concerti risultarono sold-out.
Céline tenne una ventina di concerti in Francia, di cui nove nella sola Parigi (cinque allo Zénith e quattro a Bercy).
Nei Paesi non francofoni, come Regno Unito, Germania, Scandinavia, la scaletta del concerto era simile a quella del precedente The Colour of My Love Tour con l'aggiunta dei soli brani in francese "Le ballet" e "Pour que tu m'aimes encore".
Il tour si concluse a Bruxelles (Belgio) nel febbraio 1996.

## Home video
Lo show al the Zenith Theatre di Parigi è stato registrato e nell'ottobre 1996 inciso sul CD Live à Paris e su un VHS, poi uscito pure su DVD nel novembre 2003: Live à Paris (DVD).

## Performance di apertura
- The Corrs

## Scaletta del concerto

### Francofona
1. "J'attendais"
2. "Destin"
3. "The Power of Love"
4. "L'amour existe encore"
5. "Regarde-moi"
6. "River Deep, Mountain High"
7. "Un garçon pas comme les autres (Ziggy)"
8. "Misled"
9. "Love Can Move Mountains"
10. "Calling You"
11. "Le blues du businessman"
12. "Les derniers seront les premiers"
13. "J'irai où tu iras"
14. "Je sais pas"
15. "Le ballet"
16. "Prière païenne"
17. "Pour que tu m'aimes encore"
18. "Quand on n'a que l'amour"
19. "Vole"

### Anglofona
1. Everybody's Talkin My Baby Down
2. The Power of Love
3. River Deep, Mountain High
4. Where Does My Heart Beat Now
5. If You Asked Me To
6. Only One Road
7. Beauty and the Beast
8. Misled
9. Think Twice
10. Love Can Move Mountains
11. Calling You
12. Le ballet
13. Pour que tu m'aimes encore
14. The Colour of My Love

## Staff

### Band
- Musical director and keyboards: Claude "Mego" Lemay
- Drums: Dominique Messier
- Bass: Marc Langis
- Keyboards: Yves Frulla
- Guitars: André Coutu
- Percussions: Paul Picard
- Backing Vocals: Terry Bradford, Elise Duguay, Rachelle Jeanty

### Show
- Tour director: Suzanne Gingue
- Production director: Ian Donald
- Assistant to the tour director: Michel Dion
- Front of house sound engineer: Danis Savage
- Stage sound engineer: Daniel Baron
- Sound system technicians: François Desjardins, Marc Beauchamp
- Lighting director: Yves Aucoin
- Assistant lighting director: Normand Chassé
- Lighting technicians: Jean-François Canuel
- Band gear technicians: Jean-François Dubois, Guy Vignola
- Production assistant: Patrick Angélil
- Tour assistant: Jean-Pierre Angélil, Louise Labranche
- Bodyguard: Eric Burrows
- Hairstylist: Louis Hechter
- Stylist: Annie L. Hortch
- Choreographer: Dominique Giraldeau

## Date del tour
| Nord America      |             |             |                                           |
| 25 settembre 1995 | Québec      | Canada      | Le Capitole de Québec                     |
| 26 settembre 1995 | Québec      | Canada      | Le Capitole de Québec                     |
| 28 settembre 1995 | Québec      | Canada      | Le Capitole de Québec                     |
| 29 settembre 1995 | Québec      | Canada      | Le Capitole de Québec                     |
| 30 settembre 1995 | Québec      | Canada      | Le Capitole de Québec                     |
| Europa            |             |             |                                           |
| 6 ottobre 1995    | Montpellier | Francia     | Zénith Sud de Montpellier                 |
| 7 ottobre 1995    | Tolone      | Francia     | Zénith Oméga de Toulon                    |
| 10 ottobre 1995   | Marsiglia   | Francia     | Le Dôme                                   |
| 11 ottobre 1995   | Nizza       | Francia     | Acropolis Apollon                         |
| 13 ottobre 1995   | Tolosa      | Francia     | Palais des Sports de Toulouse             |
| 14 ottobre 1995   | Bordeaux    | Francia     | Patinoire de Mériadeck                    |
| 17 ottobre 1995   | Lilla       | Francia     | Zénith Arena de Lille                     |
| 18 ottobre 1995   | Bruxelles   | Belgio      | Forest National                           |
| 20 ottobre 1995   | Parigi      | Francia     | Zénith de Paris                           |
| 21 ottobre 1995   | Parigi      | Francia     | Zénith de Paris                           |
| 22 ottobre 1995   | Parigi      | Francia     | Zénith de Paris                           |
| 24 ottobre 1995   | Parigi      | Francia     | Zénith de Paris                           |
| 27 ottobre 1995   | Glasgow     | Regno Unito | Scottish Exhibition and Conference Centre |
| 29 ottobre 1995   | Manchester  | Regno Unito | Nynex Arena                               |
| 30 ottobre 1995   | Sheffield   | Regno Unito | Sheffield Arena                           |
| 1º novembre 1995  | Londra      | Regno Unito | Wembley Arena                             |
| 4 novembre 1995   | Birmingham  | Regno Unito | NEC Arena                                 |
| 5 novembre 1995   | Belfast     | Regno Unito | King's Hall                               |
| 10 novembre 1995  | Caen        | Francia     | Zénith de Caen                            |
| 11 novembre 1995  | Metz        | Francia     | Galaxie Amnéville                         |
| 14 novembre 1995  | Ginevra     | Svizzera    | Geneva Arena                              |
| 15 novembre 1995  | Lione       | Francia     | Halle Tony Garnier                        |
| 17 novembre 1995  | Grenoble    | Francia     | Palais des Sport de Grenoble              |
| 19 novembre 1995  | Zurigo      | Svizzera    | Hallenstadion                             |
| 20 novembre 1995  | Strasburgo  | Francia     | Strasbourg Rhenus                         |
| 22 novembre 1995  | Düsseldorf  | Germania    | Philipshalle                              |
| 24 novembre 1995  | Oslo        | Norvegia    | Oslo Spektrum                             |
| 25 novembre 1995  | Stoccolma   | Svezia      | Stockholm Globe Arena                     |
| 26 novembre 1995  | Dublino     | Irlanda     | Point Theatre                             |
| 27 novembre 1995  | Copenaghen  | Danimarca   | Valby-Hallen                              |
| 29 novembre 1995  | Amburgo     | Germania    | CCH-Hall H                                |
| 1º dicembre 1995  | Rotterdam   | Paesi Bassi | Doelen Concert Hall                       |
| 2 dicembre 1995   | Bruxelles   | Belgio      | Forest National                           |
| 4 dicembre 1995   | Parigi      | Francia     | Palais Omnisports de Paris-Bercy          |
| 25 gennaio 1996   | Marsiglia   | Francia     | Le Dôme                                   |
| 26 gennaio 1996   | Lione       | Francia     | Halle Tony Garnier                        |
| 29 gennaio 1996   | Parigi      | Francia     | Palais Omnisports de Paris-Bercy          |
| 30 gennaio 1996   | Parigi      | Francia     | Palais Omnisports de Paris-Bercy          |
| 31 gennaio 1996   | Parigi      | Francia     | Palais Omnisports de Paris-Bercy          |
| 2 febbraio 1996   | Bruxelles   | Belgio      | Forest National                           |
| 3 febbraio 1996   | Bruxelles   | Belgio      | Forest National                           |